# Kamran Şahsuvarlı
Kamran Şahsuvarlı –también escrito como Kamran Shakhsuvarly– (Aktobe, Kazajistán, 6 de diciembre de 1992) es un deportista azerbaiyano que compite en boxeo.
Participó en los Juegos Olímpicos de Río de Janeiro 2016, obteniendo una medalla de bronce en el peso medio. Ganó una medalla de bronce en el Campeonato Mundial de Boxeo Aficionado de 2017 y una medalla de plata en el Campeonato Europeo de Boxeo Aficionado de 2017.

## Palmarés internacional
| Juegos Olímpicos   | Juegos Olímpicos        | Juegos Olímpicos  | Juegos Olímpicos |
| Año                | Lugar                   | Medalla           | Categoría        |
| ------------------ | ----------------------- | ----------------- | ---------------- |
| 2016               | Río de Janeiro (Brasil) | Medalla de bronce | 75 kg            |
| Campeonato Mundial |                         |                   |                  |
| Año                | Lugar                   | Medalla           | Categoría        |
| 2017               | Hamburgo (Alemania)     | Medalla de bronce | 75 kg            |
| Campeonato Europeo |                         |                   |                  |
| Año                | Lugar                   | Medalla           | Categoría        |
| 2017               | Járkov (Ucrania)        | Medalla de plata  | 75 kg            |